# Иван Рафаел Родић
Иван Рафаел Родић, познат и као Иво Родић (итал. Giovanni Raffaele Rodic; Нурковац, 15. јун 1870 — Славонска Пожега, 10. мај 1954) био је хрватски фрањевачки прелат, који је служио као први надбискуп римокатоличке Београдске надбискупије између 1924. и 1936. године.

## Биографија
Родић је рођен 15. јуна 1870. године у селу Нурковац. Као фрањевац, дипломирао је на Католичко-теолошком факултету Универзитета у Бечу и почео да предаје теологију у Баји 1893. године, где је остао до 1898. године.
Постао је опат фрањевачког самостана у Бечу и провинцијал неколико самостана на простору данашње Хрватске. У периоду између 1881. и 1884. године био је први човек провинције Светог Јована Капистранског, која је обухватала Срем, Славонију и већи део јужне Мађарске. Године 1884, Родић је у својству провинцијала одбио захтев Ивана Антуновића да помогне покретање новина за Буњевце у Бачкој, плашећи се противљења власти, али је подржао њихов матерњи језик и преносио им вести из Хрватске. Антуновић је ипак успео да покрене буњевачки лист Невен, а Родић је 1909. године написао неколико чланака у листу. Родић је касније постао визитатор, обилазећи бројне самостане широм Европе и Сједињених Држава.
Дана 10. фебруара 1923. године, Родић је постао апостолски администратор новостворене Банатске апостолске администрације и преселио се у Велики Бечкерек. Наредне године, 9. октобра именован је за београдског надбискупа и устоличен 7. децембра.
Дана 28. новембра 1936. године морао је на захтев Свете столице поднети оставку на свој положај. Дугови сјеменишта у Загребу "Кризин" - које није хтела помоћи и подмирити не баш тако велике дугове тадашња влада ни краљ, били су узрок оставке. Тог дана је напустио Београд и отишао у Хрватску Костајницу. На његово место је дошао професор богословије др. Јосип Ујчић, који је полако успио средити замршену ситуацију. Родићу је остао наслов надбискупа Пловдивског - то је једна некадашња надбискупија у Тракији, у  данашњој Бугарској.
Преминуо је 10. маја 1954. године у Славонској Пожеги.